# Mezőkövesdi Városi Stadion
Mezőkövesdi Városi Stadion – stadion piłkarski w Mezőkövesd, na Węgrzech. Obiekt może pomieścić 4183 widzów. Swoje spotkania rozgrywają na nim piłkarze klubu Mezőkövesdi SE.